# Санта Доменика (Месина)
Санта Доменика је насеље у Италији у округу Месина, региону Сицилија.
Према процени из 2011. у насељу је живело 280 становника. Насеље се налази на надморској висини од 347 м.